# Трупе Карабињера
Трупе Карабињера (рум. Trupele de carabinieri) је националне жандармеријске снаге Републике Молдавије, под управом Министарства унутрашњих послова Молдавије. Молдавски карабињери треба да заједно са полицијом или самостално обезбеде јавни ред, заштиту права и слобода грађана, имовине власника и спречавање кршења закона.

## Историја
12 . децембра 1991. године, оснивање карабињерских трупа одобрио је Парламент, а потом га је председник Републике Молдавије потписао на основу Унутрашњих трупа Министарства унутрашњих послова Молдавије, самих формација које су пре независности служиле као део Унутрашњих трупа Министарства унутрашњих послова МССР. Дана 13. марта 1992. године, карабињерска јединица кренула је у регион Придњестровља да служи на молдавској страни рата у Придњестровљу.

## Батаљон специјалне намене "SCORPION"
Батаљон специјалне намене "SCORPION" је елитна подунадавање Генералног инспектората карабињера Министарства унутрашњих послова са приписивањем у области спречавања и борбе против терористичких чинова, организованог криминала и масовних социјалних немира.
Батаљон специјалне намене "SCORPION" има као област одговорности целу територију Републике Молдавије и особље је обучено за обављање посебних послова и дужности, наводи се у надлежности.